# Teoría del Big Rip

Recreación artística del Big Rip.

El Gran Desgarro o teoría de la expansión eterna se remonta a los filósofos griegos precientíficos como por ejemplo Leucipo, quien argumentó que todo el universo está compuesto de átomos y huecos. Alrededor del 450 a. C., Empédocles imaginó los elementos fundamentales fuego, tierra, aire y agua y las «fuerzas» de atracción y repulsión que permiten las interacciones entre ellos. Antes de esto, Heráclito propuso que el fuego o cambio era fundamental para la existencia humana, creada a través de la combinación de propiedades opuestas. En el diálogo de Timeo, Platón, siguiendo a Pitágoras, consideró a las entidades matemáticas tales como números, el punto, la línea y el triángulo como los bloques fundamentales en la construcción del mundo; y a los cuatro elementos fundamentales (fuego, aire, agua y tierra) como los estados de sustancias a través de los cuales los principios matemáticos pasarían. Un quinto elemento, la quintaesencia incorruptible, el éter, fue considerado como el bloque fundamental de la composición de los cuerpos celestes. El punto de vista de Leucipo y Empédocles, junto con el éter, fue aceptado por Aristóteles y pasó a la Europa medieval y renacentista. Una conceptualización moderna de las moléculas comenzó a desarrollarse en el siglo XIX junto con evidencia experimental para los elementos químicos puros y cómo los átomos individuales de diferentes sustancias químicas tales como hidrógeno y oxígeno pueden combinarse para formar moléculas químicamente estables, tal como la molécula del agua.

Después del desgarramiento es como antes del Big Bang. La teoría de la relatividad afirma que es el fin: el Tiempo no evoluciona.

El cumplimiento de esta hipótesis depende de la cantidad de energía oscura en el universo. Si el universo contiene suficiente energía oscura, podría acabar en un desgarro de toda la materia. El valor clave es la razón entre la presión de la energía oscura y su densidad energética ({\displaystyle w}). Si su valor es tal que {\displaystyle w<-1} el universo acabaría por ser desgarrado. Primero, las galaxias se separarían entre sí, a 1000 millones de años del final. Luego la gravedad sería demasiado débil para mantener integrada cada galaxia, y 60 millones de años antes del fin, solo habría estrellas aisladas. Aproximadamente tres meses antes del fin, los sistemas planetarios perderían su cohesión gravitatoria. En los últimos minutos, se desbaratarían estrellas y planetas. El universo quedaría reducido a átomos, pero no se habría acabado todo. La interacción electromagnética no sería suficiente para mantener los átomos unidos y serían destruidos en los últimos 10-18 segundos antes del fin del espacio-tiempo y solo quedaría radiación. El universo se parecería al Big Bang, pero casi infinitamente menos denso y en el cual el factor escalar sería infinito.
A diferencia del Big Crunch, en el que todo se condensa en un solo punto, en el Big Rip el Universo se convertiría en partículas subatómicas flotantes que permanecerían para siempre separadas, sin cohesión gravitatoria ni energía alguna.
Los autores de esta hipótesis calculan que el fin del universo, tal como lo conocemos, ocurriría aproximadamente 3.5 × 1010 años (35 000 millones de años) después del Big Bang, o dentro de 2.0 × 1010 años (20 000 millones de años).
Debido a que la materia bariónica y la materia oscura solo representan el 31.7 % del universo y el 68.3 % restante está formado por la energía oscura, una energía que se opone a la gravitatoria, el Big Rip parece ser una de las teorías más aceptadas en la actualidad del fin del universo.